# 巴宰語文法
巴宰語文法為巴宰語的一套基本語言規則。基本的文法分類層級將字詞結構分為詞、詞組、子句、句子到篇章，可對比其他台灣南島語言之詞類分類法加以條析判別。從語句上看，巴宰語較傾向歸屬於黏著語，根據不同的詞綴而產生不同的語態，類如日語、韓語、土耳其語等語言之文法型態。
巴宰語在台灣南島語言中屬於句法比較靈活的語言，基本語序為「動-賓-主」，類似泰雅語及賽德克語，但也可以將主語主題化，以「主-動-賓」語序呈現，可能是因為長期受到閩南語的影響，而形成語言結構上的擴增現象。名詞性類別中，只有代詞具有格變化，而一般名詞在句中則會帶有不同的格位標記，以表示字詞在句子裡邊的相對關係。動詞性類別附有焦點變化，其目的在表明句中語詞之相對關係、彰顯出語義角色，或則強調謂語性質，而對焦所要表達之重點。此外，動詞還會配合時貌、語氣進行變化。

## 詞彙與構詞
構詞法是指語言內部經由一定的語法規則構造新詞的方法，經由構造新詞可以豐富和擴大語言的詞彙，巴宰語的構詞方法大抵有三種：加綴、重疊及複合。而除了基本構詞外，還有擬聲詞、借詞等方式可擴增詞彙。

### 構詞方法

#### 加綴
即由詞幹加詞綴而構成詞語的方法，可能改變詞類，如將一個詞「動詞化」或「名詞化」；亦可能維持原詞類而產生新詞，即一般的「動詞詞綴」或「名詞詞綴」。詞綴可為前綴、中綴、後綴或環綴。
| 前綴     | 語意   | 例子                                             |
| -------- | ------ | ------------------------------------------------ |
| mV-      | 主事   | mu-kawas「說」、ma-baza「知道」、mi-kita「看」。 |
| pV-      | 使動   | pa-kita「給人看」、pu-hinis「中意」。            |
| ha-      | 狀態   | ha-lupas「長」、ha-tikel「短」 。                |
| tu-      | 狀態   | tu-babaw「高」、tu-bangaxuk 「香（植物 ）」。    |
| masi-    | 進、穿 | masi-karum「進入」、masi-rukus「穿褲子」。       |
| ka-/kaa- | 名詞化 | ka-damu「薯榔」、kaa-siuk「燕子」。              |

| 中綴 | 語意 | 例子 |
| ---- | ---- | --- |
| <in> | 完成 | k<in>awas「已說」、m<in>a-taxu-bilih「本來要回去的」、 m<in>a-mausay「本來要去」、m<in>e-ken「已吃」、 m<in>axiuxiut「極渾濁」、t<in>e-rehe-rehel「黑漆漆」。 |
| <a>  | 進行 | p<a>i-suzuk「正在藏」、g<a>irigir「正在鋸」、 t<a>umala「正在聽」。                                                                                           |

| 後綴 | 語意 | 例子                                        |
| ---- | ---- | ------------------------------------------- |
| -ay  | 未來 | da-daux-ay「要喝」。                        |
| -en  | 受事 | ngazib-en「被咬」、singar-en「被捉到」。    |
| -an  | 處所 | ta-derek-an「食道」、pasi-saik-an「廁所」。 |

| 環綴           | 語意  | 例子 |
| -------------- | ----- | --- |
| pu-...-an      | 鋪…處 | pu-batu-an「鋪石處」。 |
| si-...-an      | 生…者 | si-xilax-an「長蛔蟲」、si-bunux-an「因生瘡而腫」、 si-ziu-ziux-an「禿斑」、si-pilax-an「生疥廯」、 si-xirax-an「生白廯」、si-ka-duxu-an「施咒者」。 |
| 其他前綴...-an | 處所  | ha-sara-sarax-an「腳踩乾葉堆唏嗦作響」、 pai-halama-an「蒸籠」、paka-bai-bai-an「病院」。                                                           |

#### 重疊
重疊法即指在巴宰語之語詞重疊的形成過程，CV-/CVV-重疊、CVCV-（雙音節）重疊、Ca-重疊及詞彙化重疊等幾種，不同的重疊法亦具有不同功能，如：表示持續、強化程度等。
- CV-/CVV-重疊
重疊的範圍為首音節。動作動詞重疊表示動作持續或進行，例如：mu-bizu「寫」> bi-bizu「正在寫」、maxa-kela「想」> maxa-ke-kela「想念」；數詞重疊則表示序數，例如：dusa「二」> du-dusa「第二」。

- CVCV-（雙音節）重疊
重疊的範圍為整個詞根之首二音節，但不包含詞尾。名詞重疊表示複數或可名詞化形成新詞彙，狀態動詞重疊後可與<in>中綴結合，表示強化程度，動作動詞表示作持續。

| 詞類     | 語意     | 例子              | 重疊+詞幹       | 衍生詞語意 |
| -------- | -------- | ----------------- | --------------- | ---------- |
| 名詞     | 複數     | seme-semer        | Red-草          | 草地       |
| 名詞     | 複數     | aba-abasan        | Red-兄長        | 中年人     |
| 名詞     | 名詞化   | bari-bari         | Red-風          | 風箏       |
| 狀態動詞 | 強化程度 | m<in>a-aku-akux   | 狀態<in>-Red-熱 | 相當熱     |
| 狀態動詞 | 強化程度 | t<in>uxubus-xubus | 狀態<in>-Red-甜 | 相當甜     |
| 動作動詞 | 持續     | maa-kawa-kawas    | 互相-Red-說     | 商量       |
| 動作動詞 | 持續     | kusu-kusukus      | Red-轉          | 繼續轉     |

- Ca-重疊
重疊的範圍為首音節，同時將原本的元音取代為/a/。可以將動作動詞名詞化，表示工具、方法，例如：mu-kazip「夾」> ka-kazip「筷子」、mu-bizu「寫」> ba-bizu「書」；亦可與後綴-an、-en結合，類似於工具，帶有「用來…」之意，例如：mu-derek「吞」> da-derek-an「喉嚨」、mi-kita「看」> ka-kita-en「給看的」。

- 詞彙化重疊
是指由兩個相同之音段組合而成的單詞，但此音段在該語言中已不具意義，也不可單獨存在，另外，巴宰語中詞根為單音節的詞彙化重疊會加插元音。例如：zuk-u-zuk「角落」、pari-pari「車子」等，但*zuk、*pari等在巴宰語中並不能單獨成詞，本身也不具意義。

#### 複合
複合詞構詞方式為兩個詞語以上所構成之單一詞意。與詞組不同的是，複合詞的語意並非一定來自其組成的詞之語意，如華語「火車」並不等語「火」、「車」二詞之語意相加。傳統上巴宰語的複合詞用法比較少見，近代則複合詞的用法出現較頻繁。巴宰語的複合詞可分為「前位修飾」及「後位修飾」兩種，常帶有連繫詞 a 或格位標記 u，但也有直接複合、中間不帶任何標記的例子，如下所示：
- 前位修飾構詞法

1. 帶連繫詞 a
maritiw「瞇」 + a + daurik「眼睛」 = maritiw a daurik「瞇眼、視力不良」
makulakul 「動詞前綴-鍋巴」 + a + punu「頭」 = makulakul a punu「新生兒頭上的髒物」
talima 「自己」 + a + saw「人」 = talima a saw「親戚」
riak 「好」 + a + hinis「心（抽象）、氣息」 = riak a hinis「好心、關係良好」
2. 前後詞相接
walis 「獸牙」 + lepeng「牙齒」= walis lepeng「犬齒」
tulikan「（女人)刺青」 + lawa「布?」= tulikan lawa「花布」
wazan「中間」 + xumak「家」= wazan xumak「客廳」

- 後位修飾構詞法

1. 帶連繫詞 u
rahut 「西」 + u + daran「路」= rahut u daran「岸西社」
rimuk「手鐲」 + u + salaman「碗」= rimuk u salaman「有孔的小珠」
2. 帶格位標記 a （較少見）
adus「鼠」 + a + mahabahar「飛」= adus a mahabahar「飛鼠」
ina「媽媽」 + a + xiasuan「媳婦+處所」= ina a xiasuan「婆婆」
3. 前後詞相接
pungu「首領、樹幹」 + daxe「土地」= pungu daxe「地主」
xubu「鳥巢」 + tadaw「刀」= xubu tadaw「刀鞘」
tulala「花」 + dalum「水」= tulala dalum「木槿花」
tulala「花」 + sasaunan「晨」= tulala sasaunan「牽牛花」

### 擬聲詞
擬聲詞是指用聲音來摹仿事物、動作或自然界聲音的詞彙。
例：hahak（眼鏡蛇），pu-hahak（發出眼鏡蛇的聲音），mu-ngawngaw（鳥蟲叫聲），darudaru（瀑布），dungudung（鼓，d<ar>ungudung），bu'ut（屁），duen（鑼），kakak（烏鴉）、pu-hahur（打鼾）等。

### 借詞
借詞，亦稱外來語，指為了填補原有的詞彙空缺，而直接使用其它語言的詞彙
。
例：借自閩南語的maasi（麻糬）、na（若）、asi（不確定，閩南語：抑是）、iu（藥）、akong（阿公）、gesia（乞食）、及客語的sangkungtay（大蜥蜴，客語：山狗大）等。巴宰語亦有借自泰雅語、賽德克語、日語、華語及英語的詞彙。

## 基本句型及詞序

### 基本句型的詞序
語序常用的有動賓主語序（VOS）及主動賓語序（SVO）兩種，一般較不使用動主賓語序（VSO）語序。如使用SVO則在主語後大抵隨著加上主題標記<ka>。在VOS及SVO這兩種常用的語序之下，斜格或主格等標記就顯得不那麼重要。VOS或SVO之語序可依據表示遠近及重點之不同而做一些變化。且在這兩種語序的應用下，如格位標記不清楚，也可以很容易判斷語句之表意。而在VOS使用時，主格可以附著式附加在賓語後，亦可以中性格獨立於句末。
- 直述句

最常見的句型，用來陳述事件。當一句中有兩個謂語時，時貌詞基本上只加在第一謂語上，而主事焦點（AF）在第一及第二謂語上均可使用。而受事焦點（PF）一般在第一謂語上，甚至主語亦可使用。
- 祈使句

帶有命令式動詞（動詞原型或加後綴 -i）的句型，用來表示祈求或命令。
- 疑問句

帶有疑問詞（如 asay「什麼」、ima「誰」）或帶有 pai- 的句型，用來表示疑問。
- 存在句

以存在動詞 nahada「有」、kuah「無」，用來引介新話題。
- 主題句

將主詞提前並標以主題標記 ka 的句型，用來繼續談論舊話題（主詞）。

## 格位標記與代名詞系統

### 格位標記系統
早期巴宰語多使用以謂語起頭的典型南島語語序，但因長期受到閩南語影響，而在句型結構上亦可接受主-動-賓架構。巴宰語有四種格位標記：ki「主格」、ni/nu 「屬格 或 作格」、di, -an 「方位格」、u「斜格」，主要用來表示字詞在句中的文法相對關係，「中性格」則沒有格位區分。
| 格位          | 主格 | 斜格       | 屬格、作格   | 方位格     | 備註                                        |
| ------------- | ---- | ---------- | ------------ | ---------- | ------------------------------------------- |
| 一般名詞      | ki   | u, a       | ni, nu（no） | di, <…-an> | nu（no）一般較少用， 在古語或祭詞方面較常用 |
| 專有名詞 人名 | ki   | u, a, kani | ni, nu（no） | di, <…-an> | kani 僅用於人名                             |

- 主格標記（ki）：人稱代詞亦可用中性格：ki/iki:而iki（that）用為強調性的主格標記。主格標記常可省略：

```
   Aidini ki nisiw a babizu.
   在此   主 你的 連 書
   你的書在這裡。
```

```
   Saa-xe'et nuang ki saris.
   工具-綁   牛    主 繩索.
   用繩索來綁牛。
```

```
   Pu-batu'-an lia ki babaw daran.
   鋪-石頭-處所 了 主 上    道路
   道路上面鋪了石頭。
```

- 斜格標記（u, a, kani）：斜格常可省略：

```
   Adang a dali lia ka maakuas kani atun.
   一   連 日子 了  題 說      斜   <人名>   
   有一天他們對Atun說。
```

- 屬格標記（ni, nu/no）：

```
   Uka nu saw a sen lia.    [領屬]
   其他 屬 人 連 據說 了
   像人們說的。
```

```
   Yaku ka mausay mukabalet babizu ni Atun.
   我   題 要去   借        書     屬 <人名>
   我要去借Atun的書。
```

```
   Pa-daux-en inusat ni Kalagu ki Atun.    [作動]
   使役-喝-受事  酒  屬 <人名> 主 <人名>
   Kalagu 讓 Atun 喝酒。
```

```
   Saa-baket wazu ni rakihan ki patakan.
   工具-打   狗   屬   小孩   主  竹子
   小孩用竹子打狗。
```

- 方位格標記（di, <…-an>)，方位格一般不省略，獨立或附著使用：

```
   Babazu siatu di xumak ki ina.
   進行-洗 衣服  在 家    主 母親
   母親在家洗衣服。
```

### 主題標記
主題標記 ka 可用來標記一個句子主題。類如日語中（wa）之用法。主題可以是名詞、名詞組或子句等架構。主題標記 iki 則有類似指示代詞，帶有「那個」之意。
```
   Ina ka kalu saapa m-apa rabex mamaleng.
   媽媽 題 用  背巾  主事-背 嬰兒 男生
   媽媽用背巾背著男嬰。
```

```
   Takabaibair ka sapiken iu di naki a ilas.
   醫生        題 敷      藥 在 我的 連 膝蓋
   醫生在我的膝蓋敷藥。
```

主題標記 ka 置於主題之後、獨立使用，一般不省略、不過視語句需要有時可以省略。有時亦可單用 ka 來引出謂語替代主題，如同英語的關係代詞的用法。如以下例句中，主題標記 ka 為"省略前面的主題子句（你要記得）"
```
   Usa-i! Ka alu mu-ken ahuan o.
   去-命令 題 來 主事-吃 晚(飯) 嘆 
   去吧！（記得）回來吃晚飯喔。
```

於主題標記 ka 之後如再次強調句後，可於該詞語之後再置放主格標記 ki。
```
   Rulung ka risilaw ki.
   雲     題 白      主
   雲是白色的
```

```
   Mini a rahan ka ededer ki.
   這   連 話   題 真     主
   這句話是真的。
```

```
   Naki a wazu ka xipu ki.
   我的 連 狗  題 母   主
   我的狗是母的。
```

### 代名詞系統
巴宰語代詞本身會依格位之不同而進行变格運作，故而使用代詞時需要考慮到所指人的人稱、單複數等條件。
| 數   | 人稱      | 人稱     | 中性格  | 主格   | 屬格       | 處所格    |
| ---- | --------- | -------- | ------- | ------ | ---------- | --------- |
| 單數 | 第一人稱  | 第一人稱 | yaku    | aku    | naki       | yaku(n)an |
| 單數 | 第二人稱  | 第二人稱 | isiw    | siw    | nisiw      | isiwan    |
| 單數 | 第三 人稱 | 近       | imini   | mini   | nimini     | iminian   |
| 單數 | 第三 人稱 | 中       | imisiw  | misiw  | nimisiw    | misiwan   |
| 單數 | 第三 人稱 | 遠       | isia    | sia    | nisia      | isiaan    |
| 複數 | 第一 人稱 | 包含式   | ita     | ta     | nita (ta-) | itaan     |
| 複數 | 第一 人稱 | 排除式   | yami    | ami    | nyam(i)    | yami(n)an |
| 複數 | 第二人稱  | 第二人稱 | imu     | mu     | nimu       | imuan     |
| 複數 | 第三 人稱 | 近       | yamini  | amini  | naamini    | yaminian  |
| 複數 | 第三 人稱 | 中       | yamisiw | amisiw | naamisiw   | yamisiwan |
| 複數 | 第三 人稱 | 遠       | yasia   | asia   | naasia     | yasiaan   |

### 作格人稱標記
作格人稱標記詞組其作用為一則作不及物謂語的主語；二則表述非事實、或假設性/期望性的虛擬狀態（subjunctive）；作格可表述涵括未來式的情境、作格人稱標記可作為前綴構成未來式代詞。
巴宰語作格人稱標記（lai）表「由…；（未來）…」；後接人稱代詞或人名形成詞組，如:lai-yamisiw「由他們」、lai-yami「由我們」、lai-mu「由你們」、lai-misiw「由他」、lai Awi「由 Awi」。
```
   Baabaxa'ay yaku lai Atun.        [未來]
   重疊-給-未來 我 作格 <人名>
   Atun將把他給我。
```

```
   Mi-kita isiw malaleng dini yami ka haziah siw lai-yami.        [假設性]
   主事-看 你   住       這裡 我們 題 壞     你  我們.作格
   我們看你住在此地，我們認為對你不好。
```

```
   Awi, ta-kan-i dalian lai-ta!        [期望性]
   <人名> 規勸-看-祈使 白天 咱們.作格
   Awi，咱們吃午餐了!
```

### 呼格人稱標記
呼格（vocative case）人稱標記歸屬於人稱稱呼的應用一類，可作為名詞的格表示法。一般用來對人的稱呼，或者有時作為名詞的限定詞使用。在現代的標點符號中，呼格（或直接稱呼的人稱名詞）用逗號與句中其餘部分隔開。巴宰語呼格人稱標記通常用於少數的親屬稱謂上；會在稱謂的詞尾加上後綴，表述親切的呼叫。而後綴的用法如同祈使助詞的後綴架構（-i），呼格人稱標記詞組的公式:<"人稱稱謂"-i>（…啊）。而<-i>亦用為祈使詞。
- 例如：Tau-punu-i!（主啊!）、apu-i（阿婆/啊/）、ina-i（媽媽/啊/）、aba-i（阿爸/啊/）、atan-i（大嫂/啊/）、iah-i（大姐/啊/）等。

## 焦點與時貌語氣系統

### 焦點系統
在屈折變化上，巴宰語動詞是以主事（AF）及非主事（NAF）進行焦點變換之運作。而非主事焦點有受事焦點、處所焦點、及參考焦點（包括「工具、受惠」）。總結有：一般而言，主事及受事焦點最常用，其次為處所焦點及參考焦點各焦點詞綴形態如下所列：
| 焦點形式 | 焦點類別 | 舉例                   |
| -------- | -------- | ---------------------- |
| 主事焦點 | mV-, Ø   | me-ken 「吃」          |
| 受事焦點 | -en      | bizu-en 「要寫的」     |
| 處所焦點 | -an      | kukusa-an 「工作之處」 |
| 參考焦點 | sV-      | sa-baket 「用來打的」  |

- 主事焦點（agent focus/AF）

主事焦點句中，動詞一般帶有前綴 m-V ，也可能會純詞根（bare root）形式出現，主事者帶主格標記 ki，或可以主題句形式，前置於主題標記 ka。
- 受事焦點（patient focus/PF）

受事焦點句中，動詞帶有後綴 -en ，受事者帶主格標記 ki，而後置主事者則帶屬格 ni/nu。
- 處所焦點（locative focus/LF）

處所焦點句中，動詞帶有後綴 -an ，處所帶主格標記 ki。
- 參考焦點（referential focus/RF）

參考焦點句中，動詞帶有前綴 saa-/sa-/si- ，參考者/工具處所帶主格標記 ki。
在完成式、未來式、過去式（配合時間副詞）、進行式，及祈使式（狹義及廣義）等之焦點的使用上、可以加上詞綴性的動貌詞。一般式:/m-/、完成式（have（has）+pp.）:/-in-,-lia/、未來式（will）:/-ay/-aw,（配合未來式人稱代詞/pai-/及時間副詞）/、過去式（past/過去完成式）:/-lia,（配合時間副詞）/、進行式（-ing）:/-a-,Red（重疊詞）/、祈使式（imperative）:/（命令）-i，（參與）ta-…-aw（Let's……,"ta"為第1人稱包含式）/、被動式（V-ed）:/V-en/V-un/等來表示。否定式則前位加上否定詞，或視語意加以調整表達。

### 時貌語氣系統
巴宰語的時貌語氣系統（TAM）可二分為「實現語氣」、及「非實現語氣」。總的而言、時貌態系統結合「時式系統」、「動貌系統」、以及「語態系統」等來討論。不同於噶瑪蘭語，對於現在、過去，及未來式句型中之謂語均需再加主事焦點（TAM）標記/（-）m-/或受事焦點標記/-en/等來表示。AF標記有幾種：m-,ma-,me-,mi-,mu-,na（無AF前綴詞）。/-lia/（lai）大抵作為時間性的語尾助詞使用，基本上指過去或現在。/sa-/主要用在/saa-/的同音簡縮上，而/si-/的用例極少。通過語料的分析、受事焦點通常用來表示過去的事件（表示事情已被做）。
| 時貌語氣 語法機制 | 實現式 | 實現式     | 實現式 | 非實現式               |
| 時貌語氣 語法機制 | 習慣貌 | 進行貌     | 完成貌 | 未來式                 |
| ----------------- | ------ | ---------- | ------ | ---------------------- |
| 詞綴              | -      | <a>        | <in>   | -ay (主事), -aw (受事) |
| 重疊              | -      | 重疊首音節 | -      | -                      |
| 助詞              | -      | -          | lia    | -                      |

備 註
未來式主受事（will）使用/-ay（AF）,-aw（PF）/或（配合指未來之時間副詞或語態）
未來式完成或進行使用/-in-,-a-/或（配合指未來之時間副詞或語態）
過去式（past/過去完成式）使用/-lia/或（配合指過去之時間副詞或語態）
處所焦點的時式可以（配合指過去或未來之時間副詞或語態）。
時貌態系統詞綴形態及語義說明
- 主事焦點（agent focus/AF）詞綴：-lia（lai/過去式），m-,ma-,me-,mi-,mu-,Ø（無AF前綴詞）（一般式）, -in-,-lia（完成式），-ay,<配合未來式人稱代詞及時間副詞>（未來式）。
「已然狀」分「習慣性」、「完成貌」，以及「進行貌」等法表達。
「非已然狀」則只有「未來式」，表未來時間（irrealis）之情態語意。
- 受事焦點（patient focus/PF）詞綴，屬非主事焦點（non-agent focus, NAF）詞綴，含表達現在、過去，或習慣之已然狀（realis）動貌詞綴：-en（過去式，配合-lia）、-en（一般式）、-en（完成式，配合-lia）。「非已然狀」或未來式、用Red（疊詞）、-aw（非已然受事）或用中綴<-a->在PF的<-en>謂語上來表示之，Tabaked-aw nita ki wazu!（咱們打鉤吧!/狗被咱們打!）、Rakihan rebex a-'iba'-en ni ina.（嬰孩將被媽媽抱著）、Xa-xaringa'-en nak.（我將會繼續玩）。「已然狀」分「習慣性」、「完成貌」，以及「進行貌」等法表達。主事者、受事者等均有時貌態標記。即受事焦點主要在表達現在過去或未來時式、或事件之被動式。有時主語及謂語均可加受事標記，Ukukusa-en rupud-en lia.（工作已被完成了/主語"工作"<ukukusa>加上<-en>）[12]
- 處所焦點（locative focus/LF）詞綴，屬非主事焦點（non-agent focus, NAF）詞綴。含表達現在、過去，或習慣之已然狀（realis）動貌詞綴：-an（過去式，配合-lia），-an（-，一般式）,-an（完成式，配合-lia）， 「已然狀」分「習慣性」、「完成貌」，以及「進行貌」等法表達。處所焦點主要在表達過去時態或事件。<-an>及完成式中綴<-in->經常結合在一起用，可以支持「非已然狀」。'In-angid-an ka mairad-ay inang say?（哭能使他活過來嗎?）。[12]
- 指事焦點（referential focus/RF）詞綴，屬非主事焦點（NAF）詞綴：<saa/sa-…（-an/-en）,si…（-an）>。含工具焦點及受惠焦點。指事焦點謂語比較少單獨使用，而是在一句中之主動詞後之另一動詞才用較多。Ina mu-sais syatu aunu Awisaa-pasyatu.（母親縫衣服給Awi穿/主動詞為（mu-sais））。也有傾向用<kalu>及<aunu>來表示指事焦點，Aba mu-tahan paray aunu （r）akihan.（阿爸賺錢給小孩子用/（aunu）表"為了/給（for…）"）。[12]

## 存在句、擁有句及方位句
存在動詞nahada/hada表示存在、所有之意，與之相對的否定詞為kuah/kuang，後接存在物或所有物。所有句和存在句的不同在於，所有句涉及所有者與所有物的關係，在巴宰語中，所有者常以主格或主題標記ka來標示，有時亦可省略，以強調所有之客體；而存在句僅涉及存在之客體，即存在物。而若將存在物改為主語或主題，而將處所與方位動詞kai(di)結合，則形成方位句，與之相對的否定詞為kuah (di)。
|        | 肯定謂語    | 否定謂語        |
| ------ | ----------- | --------------- |
| 存在句 | nahada/hada | kuah/kuang      |
| 所有句 | nahada/hada | kuah/kuang      |
| 方位句 | kai(di)     | kuah/kuang (di) |

- 所有句：帶有所有者及所有物

```
   Nahada paray aku.「我有錢。」
   Nahada dusa a mamah iu adader mamais suazi aku.「我有兩位哥哥及只有一位妹妹。」
```

- 存在句：僅帶有存在之客體

```
   Nahada balan di ruburubu laladan.「有貓在桌下。」
   Nahada tamaku di babaw laladan.「有菸在桌上。」
```

- 方位句：存在之客體置於主語/主題，處所與方位動詞結合

```
   Imini babizu ka kaidi dadian.「這本書在旁邊。」
   Kuah di xumak ki ina.「媽媽不在家。」
```

## 祈使句
祈使詞（命令法）可用獨立詞語來表示，表情求、勸說等意。巴宰語祈使詞的詞綴用法不多，其它視語句中語詞所表達的語氣而顯示出祈使語氣。
| 語法機制\句型 | 祈使句     | 祈使句      |
| 語法機制\句型 | 命令式     | 規勸式      |
| ------------- | ---------- | ----------- |
| 主事焦點      | ∅          | (ta-...)-ay |
| 非主事焦點    | (ta-...)-i | (ta-...)-aw |

- /-i/（…吧/啊），為受事焦點。/-i/亦可用為呼格，作為呼格人稱標記：

```
   Tumala'-i ki bauki maaturay?「聽bauki唱歌?」
   Takan-i nita sumay imini!「吃咱們的飯吧!」
   Burax-i!「用斧頭砍」
   Paka-ma-dingil-i!「使它歪斜!」
   Inah-i!「請重複!」
```

- /…na/（nan/吧!/<祈使強調表達語氣>/（na）亦為"假設詞"）、獨立或附著於句尾部分。

```
   Imini a babizu kabalet yaku na!「這本書借給我吧!」
   Mu-ximux lepeng na!「（我）漱口一下吧!」
   Apu, manaip daulik manaman na.「阿媽，閉上眼睛祈禱吧！」
```

- /…sina/（試試看!/<祈使表達語氣>/如（sina）分開（si na/請（作…）!）則為"祈使強調表達語氣"）、獨立於句尾部分。

```
   Me-depex-i sina!「讀一讀，試試看!」
   Pakatahayak si na!「請謝謝他!」
   Paki imu a saisiman-en yamian.「謝謝妳們疼愛我們」
```

## 否定句
否定詞為否定式（negation）之詞構。否定詞不變時態，且常置放在句頭、或在句中使用。巴宰語有如下幾種否定詞構。其它亦有許多不同類型的否定詞如：maxa'ini（沒有）、haziah（惡/壞掉/禁絕/saziah），Ini riak a karum xumak a saw ka, haziah puhuni, haiki niam a araway.（家人有不幸，就不好吹奏，就像我們的歌謠一樣）。
| 否定詞       | 語意            | 分布                                                |
| ------------ | --------------- | --------------------------------------------------- |
| ini          | 沒有，不        | 置句頭/句中；後接謂語.                              |
| uzay         | 不              | 置句頭/句中；後接賓語 或句子、不變時態.             |
| kuah (kuang) | 不（存）在 沒有 | 在否定句頭句中使用, 或獨立(句)使用. 後接賓語或句子. |
| mayaw        | 還未            | 一般最常用,置句頭中尾. 後接謂語.                    |
| nah (nang)   | 不要…           | 置句頭；後接句子. 或用為祈使命令式 後接謂語.        |
| ana (ausin)  | 不是/別…        | 置句頭；後接謂語. 一般否定式.                       |

〖巴宰語否定式形態及語義說明〗
- ini:在否定句獨立使用。不變時態、在句頭/句中使用，單純否定。Awi ka ini makiakanen.（Awi不餓）。Ini makazang.（不貴）、Ini kamalang（（刀）不利）。Ini maanu waadeng.（不遠/（maanu）指"遠",（waadeng）表"還好"）。
- uzay：在否定句頭句中使用後接謂語，不變時態。Makuay ka agong, uzay yaku (ka agong).（是Makuay傻，不是我傻）。Yaku ka uzay Pazeh.（我不是巴宰族）。
- kuah（kuang）：在否定句頭句中使用,或獨立（句）使用。Adang a dali, kuah di xumak ki ina.（有一天趁母親不在家）。Kuah, kuah!（沒有,沒有!）。Kuah aku.（我沒有）。
- mayaw：在否定句中合用，不變時態。在句頭句中使用，單純否定。Mayaw matu-xumak lia ki yaku!（我還沒蓋好房子呢!）。Mayaw mazih（尚未成熟的）。Mayaw a adeng.（還早/還沒預備好/（adeng）表"預備好"）。Awi ka mayaw makiakanen lia.（Awi還沒餓啊。）。
- nah（nang）：在否定句中合用。不變時態、常在句頭使用，可用在句尾。Nah mikitia ni saw a rakihan.（不要看人家的孩子）。Sabung ka mikadeng ka nah mupuzah.（Sabung生病，他就不要來）。Xatis-i nanh!（別再打噴嚏）。
- ana(ausin)：在否定句中合用。不變時態、常在句頭使用。Ana me-ken tuxubut lia, mabaza-isiw?（別吃甜食了，你知道嗎?/（mabaza）為"知道"）。Ana m-i-tuku!（別坐!）。Ana masikat!（不要不好意思!）。Ana monono/monosu.（別這樣區分）[14]

## 疑問句
非代詞性之疑問詞，是以詢問：「人、事、時、地、物」是何情狀。有獨立表語及非獨立表語之別。而（mu'asay）會因在句子裡的相對語義不同而有大約三種解釋及用法，如"如何"（how）、"為什麼"（why），及"什麼"（what）等之意思。
| 標的          | 疑問詞                         | 語意           | 備註                            |
| ------------- | ------------------------------ | -------------- | ------------------------------- |
| （人/物）非獨 | mia'asay?（物） mia'ima?（人） | 哪一個、哪一位 | 置句頭，非獨立表語.             |
| （事）獨      | mu'asay                        | 如何做         | 置句頭，獨立表語不變時態.       |
| （事）獨      | mu'asay                        | 為何/為什麼    | 置句頭，獨立表語不變時態.       |
| （事）非獨    | mu'asay                        | 做什麼         | 置句頭，非獨立表語.             |
| （時）獨      | kasayan （ukasayan）           | 何時（未來）   | 置句頭，獨立表語，表（未來式）. |
| （時）獨      | nukuasayan（何時）             | 何時（過去）   | 置句頭；獨立表語，表（過去式）. |
| （地）非獨    | asay                           | 哪裡           | 置句頭/句中，（非）獨立表語.    |
| （人/物）非獨 | xaima                          | 多少/多麼…     | 置句頭/句中，非獨立表語.        |
| （人/物）非獨 | xanisay                        | 多少/幾歲      | 置句頭/句中，非獨立表語.        |
| （人）非獨    | pasayen                        | 無所謂         | 置句頭，非獨立表語.             |

〖巴宰語疑問詞形態及語義說明〗
- mia'asay?/mia'ima?（which one）：置句頭；非獨立表語。
- mu'asay（asay/sai'en/how）：置句頭；獨立表語。不變時態。
Mu'asay mukusa di binayu paisiw?（你如何去山上?）。
- mu'asay（asay/why）：置句頭；獨立表語。不變時態。
- mu'asay（asay/what）：置句頭；非獨立表語。
- ay（when//pas/future）：置句頭；獨立表語，表（過去/未來式）。
- kasayan（ukasayan）（when/future）：置句頭；獨立表語，表（未來式）。
Kasayan nahani Puri paisiw?（你何時要去埔里?）。
- nukuasayan（when/past）：置句頭；獨立表語，（表過去式）。
Nukuasayan pinarisan paisiw?（你何時出生的?）。
- asay（chaay（K）/where）：置句頭/句中；非獨立表語。
Mausay di asay paisiw?（你要去哪裡?）。Pauzah asay paisiw?（你從何處來?）。
Kakanen a xumak kaidi chaay?（餐廳在哪裡?）。
- xaima（haima/how many）：置句頭/句中；非獨立表語。
Yaw xaima ki tamaku?（還有幾隻菸?）。Xaima tubabawa binayu?（山多高?）。
- xanisay（hanisay/how many）：置句頭/句中；非獨立表語（人或物）。
Isiw ka xanisay a kawas?（你幾歲?）。
- pasayen（haw lia/not to matter,be indifferent/無所謂/不重要/沒關係/都可以）：置句頭較多，（非）獨立表語、視為準疑問詞。
Pasayen, anu yaku dusa a xasep pila liaka iak lia.（沒關係，給我兩個5元就好了）。

## 腳註
1. 1 2 3 4 5 6 7 8 9 10 11 12 13 14  林英津 （页面存档备份，存于），《巴則海語參考語法》，臺北，遠流出版公司，台北，2000年。 ISBN 957-32-3889-6
2. ↑  張永利,"台灣南島語言語法：語言類型與理論的啟示（Kavalan）" （页面存档备份，存于）, 語言學門熱門前瞻研究,2010年12月/12卷1期,pp.112-127.
3. 1 2 3 4 5 6 7 8 9 10 11  李壬癸/土田滋,《巴宰語詞典》（Pazih Dictionary） 的存檔，存档日期2014-02-02.,中央研究院語言學研究所,台北,2001年9月.ISBN 957-671-790-6（中文）（英文）
4. ↑  李壬癸,"巴宰語的名物化（Nominalization in Pazih）",中央研究院語言學研究所,（3:1附冊期）,2002-01.
5. ↑  林蕙珊（Hui-shan Lin） （页面存档备份，存于）," 噶瑪蘭語重疊詞的變異（Variations in Kavalan Reduplication）" （页面存档备份，存于）,中研院語言暨語言學,2012年06月/13卷6期,pp.1051-1093. （英文）
6. ↑  Shun-chieh Lu（呂順結）,"An Optimality Theory Approach to Reduplication in Formosan Languages （Pazih/Amis/Paiwan/Thao--從優選理論的觀點研究台灣南島語的重疊形式）" （页面存档备份，存于）,國立政治大學語言學研究所,91學年度碩士論文,2003年.
7. ↑  Li, Paul Jen-kuei. 2000. Some aspects of Pazeh syntax. Grammatical Analysis: Morphology, Syntax, and Semantics, Studies in Honor of Stanley Starosta 89-108. Honolulu: Oceanic Linguistics Special Publication No.29.
8. ↑  李壬癸,<巴則海語的格位標記系統>,《台灣語言及其教學國際研討會論文集》,1:57-81,國立新竹師範學院,1998.
9. 1 2 3 4 5  政治大學原住民族語言教育文化研究中心主編，〈國民中小學九年一貫課程語文學習領域 原住民語-噶哈巫語〉 （页面存档备份，存于），台北，教育部/原住民族委員會發行,2015/02/08查閱.
10. ↑  李壬癸院士,"珍惜台灣南島語言",前衛出版社,2010-1,p.201. ISBN 9789578016354
11. ↑  蕭惠帆（Hsiao Hui-Fan）,"5.2實然--非實然與時--位的概念/從語法到教學論詞彙來去的趨向和情態（The Modality of lai and qu 'come/go' in Mandarin Chinese）"[], 碩士論文[92NTNU0612010],臺灣師範大學,2003,ch5:p.7-9.
12. 1 2 3 4  Li, Paul Jen-kuei. 2000. <Some aspects of Pazeh syntax.> Grammatical Analysis: Morphology, Syntax, and Semantics, Studies in Honor of Stanley Starosta 89-108. Honolulu: Oceanic Linguistics Special Publication No.29.
13. ↑  Malcolm Ross,"Reconstructing Proto Austronesian Verb Classes（原始南島語動詞類別之重建）" （页面存档备份，存于）,第十六卷第三期2015（3）/中央研究院語言學研究所,澳洲國立大學,2015（3）.
14. ↑  潘德興,"2014噶哈巫族過年致詞"(YouTube上的2014年噶哈巫過年潘德興先生以噶哈巫語致詞),埔里噶哈巫族四莊,2014.
15. ↑  賴貫一,程士毅,<阿霧安人的話語和腳蹤:Kakawas iu minuzakay ki Abuan a saw:巴宰語實用手冊>,台灣打里摺文化協會,Nov.10,2006。（中文）

## 外部連結
- ABVD: Pazih/Paul Jen-kuei Li, Shigeru Tsuchida
- 茄苳樹窠:巴宰語時間 - 樂多日誌
- 巴宰族歌謠
- 巴則海語（法人費羅禮（RaleighFerrell）於南投縣埔里鎮根據王伊底,潘阿敦之研究）
- YouTube上的Pazeh Works to Preserve Language（Pazih News）
- 噶哈巫 KAHABU （页面存档备份，存于）
- 噶哈巫語全球資訊網 （页面存档备份，存于）
- YouTube上的噶哈巫復振族語
- 臺灣原住民歷史語言文化大辭典網路版
- 中研院語言所<語言暨語言學>期刊目錄
- ABVD: Pazeh/Ferrell（1969）
- 政大原民語教文中心（含巴宰語）
- Ogawa's Vocabulary of Formosan Dialects/小川尚義「臺灣蕃語蒐録」
- Austronesian Comparative Dictionary （页面存档备份，存于）
- 原住民族族語線上詞典 （页面存档备份，存于）
- 臺灣原住民族語言學習 （页面存档备份，存于）
- 原住民族語言研究發展中心 （页面存档备份，存于）
- Alilin 原住民族電子書城 （页面存档备份，存于）
- 原住民族教育資訊網 （页面存档备份，存于）
- YouTube上的噶哈巫與巴宰族之差異
- YouTube上的找回巴宰語
- 巴宰語賞花歌 （页面存档备份，存于）
- YouTube上的尋找巴宰族人
- YouTube上的巴宰Pazéh